# هایاتو نیشینواو
هایاتو نیشینواو (ژاپنی: 西埜植 颯斗؛ زادهٔ ۲۱ فوریهٔ ۱۹۹۶) یک بازیکن فوتبال اهل ژاپن است.
از باشگاه‌هایی که در آن بازی کرده‌است می‌توان به باشگاه فوتبال ایماباری و باشگاه فوتبال فوجی‌ئدا اشاره کرد.